# Batalha de Irpin
A Batalha de Irpin fez parte da ofensiva de Kiev durante a invasão russa da Ucrânia em 2022 pelo controle da cidade de Irpin. Os combatentes eram elementos das Forças Armadas Russas e Forças Terrestres Ucranianas. A batalha durou de 27 de fevereiro de 2022 a 28 de março de 2022 e terminou com as forças ucranianas recapturando a cidade após evacuação russa. A batalha foi parte de uma tática maior para cercar Kiev, a capital da Ucrânia. As forças armadas da Ucrânia resistiram ao avanço russo nos subúrbios ocidentais da capital de Irpin, Bucha e Hostomel. Irpin foi nomeado como um dos lugares mais perigosos do Oblast de Kiev pela Administração Estatal do Oblast de Kiev. A batalha foi marcada por ferozes combates urbanos .

## Prelúdio
Em 25 de fevereiro, as forças russas avançaram no subúrbio de Hostomel e seu aeroporto do noroeste depois de romper parcialmente as defesas ucranianas em Ivankiv, capturando o aeroporto e estabelecendo uma base na cidade. Embora ainda houvesse resistência ucraniana em andamento em Hostomel, as forças russas começaram a avançar para o sul para capturar as cidades vizinhas de Irpin e Bucha, com o objetivo de cercar Kiev.
Mais tarde naquele dia, uma coluna russa foi derrotada pelas forças ucranianas perto de Irpin. Em 26 de fevereiro, moradores de Irpin relataram que sabotadores russos estavam se disfarçando de soldados ucranianos na região.

## Batalha

### Fevereiro
Em 27 de fevereiro, as forças ucranianas relataram que as forças terrestres russas avançaram para Bucha, rompendo a cidade e avançando em direção a Irpin. Uma batalha de tanques ocorreu dentro da cidade, enquanto a infantaria ucraniana enfrentava paraquedistas russos. Oleksandr Markushyn, o prefeito de Irpin, afirmou que as forças russas estavam tentando invadir a cidade, mas estavam sendo repelidas pelas Forças Terrestres Ucranianas e Forças de Defesa Territoriais, com reforços de tanques ucranianos vindos de Bucha. Intensos combates ocorreram em um shopping entre Bucha e Irpin. Vídeos postados por soldados ucranianos mostraram um veículo blindado russo destruído e pelo menos seis soldados russos mortos.
As forças ucranianas usaram foguetes, artilharia e ataques aéreos para deter o avanço russo e destruíram uma ponte que ligava Bucha e Irpin.
Em 28 de fevereiro de 2022, o oficial ucraniano Oleksiy Arestovych afirmou que as forças ucranianas atacaram as forças russas na rodovia M06 pela manhã e que mais de 200 veículos russos foram destruídos ou danificados à tarde.

### Março

#### 1 a 5 de março de 2022

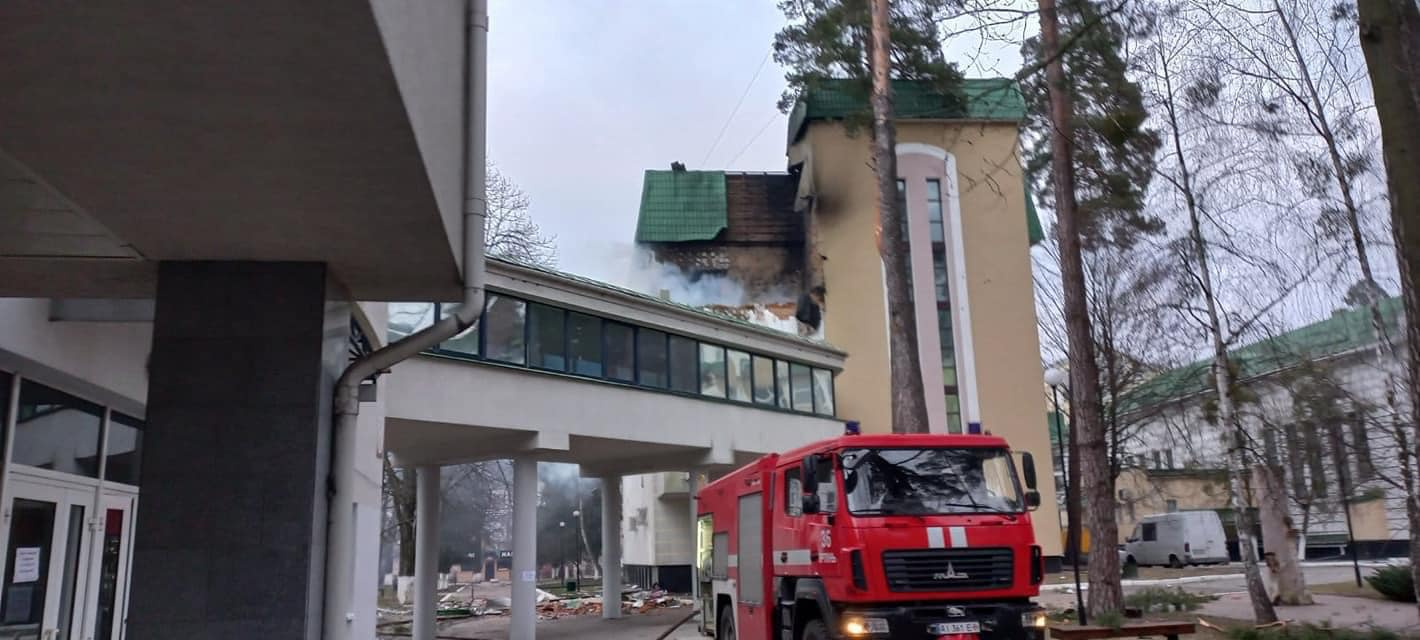
A Universidade do Serviço Fiscal do Estado da Ucrânia em Irpin danificada por bombardeios russos, 4 de março

Em 2 de março de 2022, dois caças russos Su-25 realizaram ataques aéreos em Irpin. Dois mísseis atingiram um prédio residencial, matando uma criança e ferindo uma mulher. Um dos Su-25 foi abatido pelas forças ucranianas. O jato foi identificado como parte do 18º Regimento de Aviação de Assalto da Guarda da Rússia.
Oficiais militares ucranianos informaram que as forças russas começaram a perder força, sofrendo baixas significativas e sendo detidas em "fronteiras desfavoráveis".
Em 3 de março de 2022, a Administração Estatal de Kiev Oblast anunciou que o governo ucraniano estava enviando ajuda humanitária para Bucha e Irpin, além de anunciar evacuações em ambas as cidades. Mais de 1.500 mulheres e crianças foram evacuadas de trem, enquanto 250 foram evacuadas de ônibus. No entanto, autoridades ucranianas relataram que as evacuações foram complicadas, pois alguns trilhos de trem foram destruídos durante os combates.
Valerii Zaluzhnyi, comandante em chefe das Forças Armadas da Ucrânia, anunciou que um caça russo Su-30 foi abatido sobre Irpin pelas defesas aéreas ucranianas em 3 de março.
Em 5 de março de 2022, as forças ucranianas começaram a evacuar civis de Irpin para Kiev a pé, embora uma ponte destruída tenha complicado os esforços.

#### 6 a 10 de março de 2022
Em 6 de março de 2022, as forças russas capturaram parte de Irpin. De manhã, Oleksiy Kuleba, comandante militar ucraniano da cidade, afirmou que muitas rotas de evacuação para fora da cidade eram inseguras. Durante uma evacuação de civis mais tarde naquele dia, 8 civis, incluindo 2 crianças, foram mortos quando as forças russas bombardearam a estrada de evacuação por unidades de morteiros russos. Uma posição de artilharia ucraniana foi localizada nas proximidades.
De acordo com a Human Rights Watch, o bombardeio russo pode ter violado suas obrigações sob o direito internacional humanitário. A organização também afirmou que a Ucrânia também tinha a obrigação de evitar baixas civis ao não realizar ações militares em áreas civis. O soldado ucraniano Pavlo Lee, um ator que se juntou às Forças de Defesa Territoriais, foi posteriormente morto por bombardeios russos.
Em 8 de março, Markushyn, que comandava parte das forças ucranianas na cidade, afirmou que as forças russas exigiam que ele entregasse a cidade, o que ele rejeitou, dizendo: "Irpin não pode ser comprado, Irpin luta".
Em 9 de março de 2022, quando as tropas russas foram vistas patrulhando as ruas de Irpin. As forças ucranianas conduziram uma evacuação em larga escala em Kyiv Oblast, inclusive em Irpin. Até 20.000 civis foram evacuados em Kiev Oblast. Mais tarde, a Administração Estatal de Kiev Oblast afirmou que os combates em Irpin continuaram durante a noite.

#### 13 a 14 de março de 2022
Em 13 de março, forças russas em um posto de controle atiraram contra um carro que transportava jornalistas estrangeiros, matando o jornalista americano Brent Renaud e ferindo dois outros jornalistas. Renaud portava credenciais de imprensa emitidas pelo The New York Times, embora não trabalhasse para a publicação desde 2015.
Em 14 de março, Mykhailyna Skoryk-Shkarivska, um membro local do parlamento, afirmou que metade de Irpin estava ocupada por forças russas.

#### 23 a 24 de março de 2022
Em 23 de março, Markushyn afirmou que as forças ucranianas estavam no controle de 80 % da cidade, enquanto a France 24 relatou que as forças ucranianas no solo reconhecem que a Rússia controlava metade da cidade.

#### 28 de março de 2022
Em 28 de março, Markushyn afirmou nas mídias sociais que Irpin havia sido recapturado pelas forças ucranianas. Após a incerteza inicial, a Reuters confirmou que a cidade estava sob controle ucraniano em 30 de março, com a CNN também confirmando o controle ucraniano da cidade em 31 de março.